# Майкл Гілл
Рі́чард Майкл Гілл (англ. Richard Michael Hill; 23 грудня 1938, Фангареї, Нова Зеландія — 29 липня 2025) — новозеландський ювелір, підприємець і філантроп, засновник роздрібної ювелірної мережі Michael Hill Jeweller (1979 рік). У листопаді 2015 року пішов у відставку з посади голови компанії. Мешкав в Ерроутауні. Визнаний підприємцем 2008 року Нової Зеландії за версією Ernst & Young.

## Ранні роки та кар'єра
Народився у Фангареї 23 грудня 1938 року. У 1949—1954 роках навчався у місцевій школі. З його спогадів, його цькували, і він «ненавидів» школу. У 16 років кинув навчання заради кар'єри концертного скрипаля, але за рік йому повідомили, що починати треба було набагато раніше, щоб стати помітним музикантом. Гілл відмовився від своїх амбіцій у музичній сфері та почав працювати на свого дядька, Артура Фішера, у сімейній ювелірній крамниці. Він добре справлявся зі своїми обов'язками продавця, а за оформлення вітрин його відзначили міжнародними нагородами. Взявшись за рекламу в газетах і на радіо, Гілл привертав увагу до бізнесу за допомогою дивних тем. Пізніше його підвищили до менеджера.
Навесні 1964 року на роботі Гілл познайомився з англійкою Крістін Роу, яка викладала мистецтво в місцевій школі. Вони одружилися у березні 1965 року і мали двох дітей, Марка (нар. 1969) й Емму (нар. 1971).

## Michael Hill Jeweller
1 жовтня 1977 року сімейний будинок, який вони будували чотири роки, згорів. Після цього лиха Гілл переоцінив своє життя. За допомогою друга він спробував купити бізнес свого дядька, але той відмовився продавати. 13 травня 1979 року Гілл відкрив неподалік власну ювелірну крамницю Michael Hill Jeweller. Особливістю його крамницю була зосередженість на ювелірних виробах і відсутності столового срібла, годинників, порцеляни та скляного посуду, які на той час зазвичай продавались в ювелірних крамницях.
Гілл задумав «відкрити сім магазинів за сім років», і 1986 року перевиконав план, відкривши свій восьмий магазин у Ньюмаркеті. 9 червня 1987 року Гілл розмістив акції Michael Hill Jeweller на Новозеландській фондовій біржі, залучивши достатньо капіталу для розширення бізнесу на місцевому рівні та на австралійському ринку, де того ж року компанія відкрила чотири магазини в Брісбені. 1988 року Гілл поставив мету: «70 магазинів за сім років», яку він також досяг. 2002 року запланував відкрити 1000 магазинів до 2022 року з подальшою метою зробити бренд світовим. Того ж року компанія відкрила свої перші три магазини в Канаді.
Донька Гілла, Емма Гілл, змінила його на посаді голови правління після загальних зборів у листопаді 2015 року.

## Філантропія
Попри те, що Гілл не став концертним скрипалем, він все життя зберігав сильну любов до скрипки та продовжував грати. 2001 року заснував Міжнародний конкурс скрипалів імені Майкла Гілла «для молодих скрипалів-початківців». Переможець отримує значний грошовий приз, контракт на запис для міжнародного розповсюдження та «Тур переможця» — виступи в концертних залах Нової Зеландії та Австралії протягом календарного року.

## Поле для гольфу The Hills

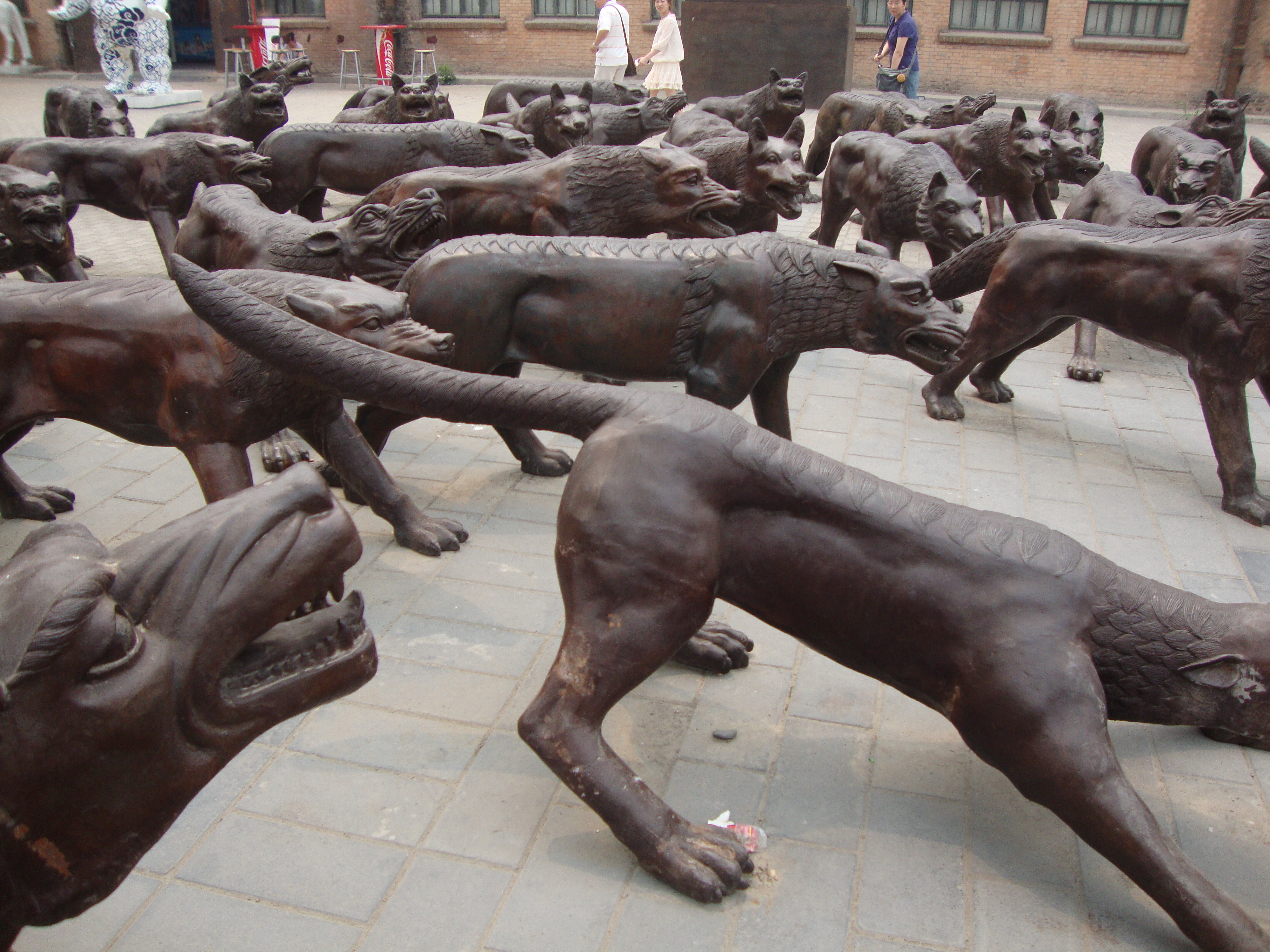
«Вовки йдуть» — після встановлення в Зоні мистецтв 798

Після придбання занедбаної ферми в Ерроутауні, побудував на її території 18-лункове поле для гольфу The Hills і клубний будинок, що на дві третини знаходиться під землею. Будинок спроєктував оклендський архітектор Ендрю Паттерсон і його компанія Patterson Associates. 2008 року клубний будинок ушанований найвищою архітектурною премією Новозеландського інституту архітекторів та став фіналістом Всесвітнього фестивалю архітектури 2008 року в Барселоні.
На полі для гольфу розміщені скульптури — це як галерея просто неба. Автор багатьох з них син Гілла, скульптор Марк Гілл.
У жовтні 2012 року встановив скульптуру «Вовки йдуть» китайського скульптора Лю Руована, яка спочатку виставлялась в Зоні мистецтв 798 у Пекіні, 110 фігурок вовків більших за реальний розмір тварини. У центрі інсталяції знаходиться воїн з мечем. Робота важить близько з тонн.
Гілл також замовив у британського скульптора Макса Патте роботу для The Hills. 12 травня 2013 року він представив скульптурну композицію з п'яти чавунних коней, кожен з яких заввишки 2,6 м, завдовжки 3 м і вагою 1,5 тонни. Патте змоделював скульптури з глини. Глиняні моделі відсканували і надіслали дані на ливарний завод у Китаї. На заводі виготовили повномасштабні моделі з полістирену, які Патте покрив пластиліновою оболонкою для додавання оздоблювальних деталей. Потім ливарний завод відлив коней із чавуну, і їх відправили до Нової Зеландії.

#### Відкритий чемпіонат Нової Зеландії
Турніри з гольфу Відкритий чемпіонат Нової Зеландії 2007, 2009 та 2010 років проводилися у The Hills.

## Яхта VvS1
У квітні 2007 року спустив на воду 112-футову суперяхту VvS1. Розроблена Гіллом та його дружиною Крістін, яхта отримала три нагороди на World Yacht Awards 2008 року в Каннах: Найкраща моторна яхта, найкращий інтер'єр і найкраща функціональність.

## Книги
Опублікував три книги про успіх у бізнесі. У них використані історії з його власного життя як ілюстрації тез щодо досягнення успіху.
- HELLO — Michael Hill Jeweller опублікована видавництвом Penguin Books 1994 року[4].
- Toughen Up: What I've learned about surviving tough times опублікована видавництвом Random House 2009 року[5].
- Think BIGGER: How To Raise Your Expectations And Achieve Everything опублікована видавництвом Random House 2010 року[21]

## Визнання
1990 року нагороджений Пам'ятною медаллю Нової Зеландії. На новорічній церемонії нагородження 2002 року став кавалером ордена Заслуг Нової Зеландії за заслуги перед бізнесом і мистецтвом. Підвищений до лицаря-кавалера того ж ордена на новорічній церемонії нагородження 2011 року, також за заслуги перед бізнесом і мистецтвом.
2006 року введений до Зали слави бізнесу Нової Зеландії.
2008 року отримав нагороду «Підприємець року Нової Зеландії» від Ernst & Young. Ця нагорода «визнає досягнення підприємців і відзначає їхній внесок в економіку та суспільство Нової Зеландії».